# Рудниця (Сафоновський район)
Рудниця (рос. Рудница) — присілок Сафоновського району Смоленської області Росії. Входить до складу Казулінського сільського поселення.
Населення — 12 осіб (2007 рік). 